# Dzoraget
Dzoraget (armeniska: Ձորագետ) är ett vattendrag i Armenien. Det ligger i provinsen Lori i den norra delen av landet, 90 kilometer norr om huvudstaden Jerevan. Dzoraget går ihop med Pambak och bildar så början på floden Debed.